# Spartaco Bandinelli
Spartaco Bandinelli (født 27. marts 1921 i Rom, død 17. februar 1997) var en italiensk bokser som deltog i de olympiske lege 1948 i London.
Bandinelli vandt en sølvmedalje i boksning under OL 1948 i London i vægtklassen fluevægt. Han tabte i finalen til Pascual Pérez fra Argentina.